# Hemipsilichthys nudulus
Hemipsilichthys nudulus es una especie de peces de la familia Loricariidae en el orden de los Siluriformes.

## Morfología
Los machos pueden llegar alcanzar los 3,4 cm de longitud total.

## Distribución geográfica
Se encuentra en el Brasil: sur de Santa Catarina y noreste de Río Grande del Sur.